# Саньсуй
Саньсу́й (кит. упр. 三穗, пиньинь Sānsuì) — уезд Цяньдуннань-Мяо-Дунского автономного округа провинции Гуйчжоу (КНР).

## История
Во времена империи Цин эти земли были частью уезда Чжэньюань. После Синьхайской революции и образования Китайской Республики здесь был образован отдельный уезд Цюншуй (邛水县). В 1924 году он был переименован в Линшань (灵山县), а в 1927 году получил название Саньсуй.
После вхождения этих мест в состав КНР в 1950 году был создан Специальный район Чжэньюань (镇远专区), и уезд вошёл в его состав. В 1956 году Специальный район Чжэньюань был расформирован, и был образован Цяньдуннань-Мяо-Дунский автономный округ; уезд вошёл в состав нового автономного округа. В 1958 году уезд был присоединён к уезду Чжэньюань, но в 1962 году воссоздан.

## Административное деление
Уезд делится на 5 посёлков и 4 волости.